# Aeroportul Municipal Greeneville-Greene County
Aeroportul Municipal Greeneville-Greene County (IATA: GCY, ICAO: KGCY, FAA LID: GCY) este un aeroport din Tennessee, Statele Unite ale Americii.
Situat la o altitudine de 490 m, aeroportul dispune de 1 pistă.

## Infrastructură

### Piste
Aeroportul dispune de o singură pistă. Pista 05/23 are suprafața de asfalt și dimensiunile 6.001 picioare × 100 picioare. 